# N677 (België)
De N677 is een gewestweg in de Belgische provincie Luik. De weg verbindt de A15/E42 in Rôssart ten zuiden van Liège Airport met de N63/E46 in Éhein. De route heeft een lengte van ongeveer 14 kilometer.

## Plaatsen langs de N677
- Rôssart
- Flémalle-Haute
- Ivoz-Ramet
- Neuville-en-Condroz
- Éhein